# Pseudosynagelides monteithi
Pseudosynagelides monteithi är en spindelart som beskrevs av Zabka 1991. Pseudosynagelides monteithi ingår i släktet Pseudosynagelides och familjen hoppspindlar. Inga underarter finns listade i Catalogue of Life.